# Данганон (Вирџинија)
Данганон (енгл. Dungannon) град је у америчкој савезној држави Вирџинија. По попису становништва из 2010. у њему је живело 332 становника.

## Демографија
Према попису становништва из 2010. у граду је живело 332 становника, што је 15 (4,7%) становника више него 2000. године.
| Група             | 2000.        | 2010.       |
| Белци             | 317 (100,0%) | 328 (98,8%) |
| Афроамериканци    | 0 (0,0%)     | 0 (0,0%)    |
| Азијати           | 0 (0,0%)     | 0 (0,0%)    |
| Хиспаноамериканци | 0 (0,0%)     | 3 (0,9%)    |
| Укупно            | 317          | 332         |